# Harry Potter: Wizards Unite
Harry Potter: Wizards Unite — бесплатная, на основе определения местоположения дополненной реальности, многопользовательская ролевая мобильная игра, действие которой происходит во вселенной Волшебного Мира из произведений Джоан Роулинг про Гарри Поттера. Игру разработали WB Games San Francisco и Niantic, Niantic также был издателем под лицензией Portkey Games. Игра была выпущена для мобильных операционных систем Android и iOS 21 июня 2019 года (но не по всему миру). Бета-версия была выпущена в Новой Зеландии в апреле 2019 и в Австралии в мае 2019. 9 ноября 2021 года, Portkey Games анонсировали закрытие игры, которое произошло в 12:01 31 января 2022 года.

## Обзор
Harry Potter: Wizards Unite была анонсирована 8 ноября 2017 года как игра в дополненной реальности, разрабатываемая B Games San Francisco и Niantic. Обещалось, что игроки получат возможность посещать локации в реальном мире, творить там заклинания, находить мистические артефакты и встречать знаменитых персонажей и легендарных существ из мира Гарри Поттера. Niantic объявила, что в игре будет использованы опыт и идеи из предыдущих проектов компании: Pokémon Go и Ingress.
После того, как Niantic купила компанию Escher Reality, от игры ожидали применение наиболее передовых технологий дополненной реальности.
14 ноября 2018 вышло подтверждение того, что игра выйдет в 2019 году.

## Геймплей
Геймплей игры Harry Potter: Wizards Unite похож на Pokémon Go, игроки видят мир игры через экран мобильного устройства. Игра позволяет биться с волшебными тварями из произведений о Гарри Поттере, а также из серии фильмов «Фантастические твари и где они обитают». Игроки могут выбрать свой факультет, палочку и специальность: профессор, мракоборец или магозоолог.
Персонаж игрока перемещается по карте в соответствии с геолокационными данными мобильного устройства. Игрок передвигается в реальном мире, чтобы встретить и поймать волшебных существ, останавливается в тавернах (чтобы восстановить волшебные силы), посещает теплицы (чтобы собрать ингредиенты для зелий) и крепости (там можно выбрать уровень сложности и самостоятельно или вместе с другими игроками сразиться с различными неигровыми персонажами (NPC)).

## Релиз
Первое видео с геймплеем было показано в марте 2019 года. Было показано, как игрок защищается от дементора и как на него напал оборотень.
11 марта 2019 года была открыта предварительная регистрация в Google Play, и Niantic показала новые кадры геймплея.
17 апреля 2019 вышла бета-версия игры, доступная в Новой Зеландии.
24 апреля 2019 по ошибке были разосланы электронные письма об открытии бета-тестирования в Австралии.
26 апреля 2019 стартовало бета-тестирование игры в Австралии. Но через несколько часов Niantic подтвердила, что это была ещё одна ошибка, и игра была удалена из австралийских магазинов приложений. Повторный релиз игры в Австралии состоялся 2 мая 2019 года.
Игра была выпущена в США и Великобритании 20 июня 2019 года, на день раньше, чем было ранее обещано, и ожидалось, что в ближайшие дни ещё несколько стран получат доступ к игре.
Журналистка The Guardian Джей Кастелло заметила, что Harry Potter: Wizards Unite при запуске не страдала от таких проблем, которые встретила Pokémon Go (долгое ожидание ответов сервера и невозможность зайти в игру)..
В первый день запуска игра стала самой популярной игрой в американском App Store, но ажиотаж был намного меньше, чем после запуска Pokémon Go.
Harry Potter: Wizards Unite, как и Pokémon Go, можно было скачать и установить на телефон до официального релиза, используя различные обходные пути (скачивание apk-файла на Android, или зарегистрировав Apple-аккаунт страны, где уже произошёл релиз. Но, в отличие от Pokémon Go, в этом не было смысла — во время бета-тестирования в Новой Зеландии игроки из остальных стран могли скачать приложение обходными путями, но после запуска видели пустую игровую карту и не имели возможности делать что-либо в игре. Однако в день запуска игры в США и Великобритании объекты на игровой карте появились сначала в Москве и Санкт-Петербурге, а через несколько часов и в остальных российских городах.
По мнению медиагруппы РИА Новости, игре про Гарри Поттера не получилось даже приблизиться по уровню популярности в первый день после запуска к своему предшественнику — Pokémon Go. В течение первых суток после выхода «Гарри Поттер: Wizards Unite» игру скачали почти 500 тысяч человек, а прибыль разработчиков составила примерно 400 тысяч долларов. В первые сутки после запуска Pokémon Go была установлена на устройства более 7,5 миллионов человек, что сразу принесло создателям игры 2 миллиона долларов.